# فرودگاه بین‌المللی پولوک‌وین
فرودگاه بین‌المللی پولوک‌وین (به انگلیسی: Polokwane International Airport) (به زبان بومی: Gateway International Airport) یک فرودگاه همگانی با کد یاتا PTG است که یک باند فرود آسفالت دارد و طول باند آن ۲۵۶۰ متر است. این فرودگاه در شهر پولوکوین کشور آفریقای جنوبی قرار دارد و در ارتفاع ۱۲۴۲ متری از سطح دریا واقع شده‌است.